# Gunnel Lindblom
Gunnel Märtha Ingegerd Lindblom (née à Göteborg le 18 décembre 1931 et morte le 24 janvier 2021) est l'une des principales actrices du cinéma suédois. Elle a notamment joué sous la direction d'Ingmar Bergman. Elle a aussi dirigé six films dont Paradis d'été et Nuits d'été.

## Biographie
Employée de bureau, elle s'essaye au théâtre municipal de sa ville natale Göteborg, et fait son apparition au cinéma dans Amour (Kärlek) de Gustaf Molander. Elle est remarquée par Ingmar Bergman en 1956, qui lui fait tourner plusieurs de ses films.
En 1972, elle devient metteur en scène au théâtre national de Stockholm, et réalise son premier film en 1976, un film intimiste.

## Filmographie partielle (comme actrice)
- 1952 : Amour (Kärlek) de Gustaf Molander
- 1955 : La Jeune Fille sous la pluie (Flickan i regnet) d'Alf Kjellin
- 1956 : Sången om den eldröda blomman de Gustaf Molander
- 1957 : Le Septième Sceau (Det sjunde inseglet) d'Ingmar Bergman
- 1957 : Les Fraises sauvages (Smultronstället) d'Ingmar Bergman
- 1960 : La Source (Jungfrukällan) d'Ingmar Bergman
- 1963 : Le Silence (Tystnaden) d'Ingmar Bergman
- 1963 : Les Communiants (Nattvardsgästerna) d'Ingmar Bergman
- 1964 : Les Amoureux (Älskande par) de Mai Zetterling
- 1965 : La Fleur de l'âge (Rapture) de John Guillermin
- 1966 : La Danse du héron (De dans van de reiger) de Fons Rademakers
- 1966 : La Faim (Sult) de Henning Carlsen
- 1966 : Le Meurtre d'Yngsjö (Yngsjömordet) d'Arne Mattsson
- 1968 : Les Filles (Flickorna) de Mai Zetterling
- 1969 : Le Père (Fadern) d'Alf Sjöberg
- 1971 : Les Gémeaux (Bröder Carl) de Susan Sontag
- 1973 : Scènes de la vie conjugale (Scener ur ett äktenskap) d'Ingmar Bergman
- 2009 : Millénium (Män som hatar kvinnor) de Niels Arden Oplev

## Filmographie (comme réalisatrice)
- 1977 : Paradis d'été (Paradistorg)
- 1981 : Sally et la Liberté (Sally och friheten) (+ actrice)
- 1987 : Nuits d'été (Sommarkvällar på jorden)
- 1991 : Sanna kvinnor (TV)
- 1994 : Betraktelse

## Distinctions
- 1988 : médaille Litteris et Artibus
- 2002 : Svenska Akademiens teaterpris